# Acrolophus angustipennellus
Acrolophus angustipennellus är en fjärilsart som beskrevs av William Beutenmüller 1887. Acrolophus angustipennellus ingår i släktet Acrolophus och familjen Acrolophidae. Inga underarter finns listade i Catalogue of Life.